# Dinoseb
Dinoseb ist eine chemische Verbindung aus der Gruppe der substituierten Phenole (genauer der Dinitrophenole).

## Geschichte
Die chemische Grundform der Verbindung in Form von Dinitro-ortho-cresol wurde in Deutschland entdeckt und im Jahre 1892 als Insektizid patentiert. Bis 1925 wurde dieses als Herbizid verwendet und bald auch seine fungiziden Eigenschaften entdeckt. Dow Chemical wandelte 1948 die grundlegende Struktur von 2,4-Dinitrophenol bzw. dem Dinitrokresol (2-Methyl-4,6-dinitrophenol) leicht ab und produzierte so Dinoseb, welches 1948 in Verkehr gebracht wurde. Am 13. Januar 1984 verlor das dänische Containerschiff Dana Optima auf der Fahrt von North Shields (GB) nach Esbjerg (DK) in schwerer See achtzig 200-Liter-Fässer mit Dinoseb in der Nordsee, von denen nach vier Monaten 72 durch eine umfangreiche Suchaktion zum Teil beschädigt wiedergefunden wurden. 1986 wurde Dinoseb in Amerika von der EPA verboten.

## Stereoisomerie
Dinoseb enthält in der Alkyl-Seitenkette ein Stereozentrum, es ist chiral. Folglich gibt es zwei Stereoisomere (R)-2-(1-Methylpropyl)-4,6-dinitrophenol und das spiegelbildliche (S)-2-(1-Methylpropyl)-4,6-dinitrophenol. Der Pflanzenschutzmittel-Wirkstoff wird als Racemat [1:1-Gemisch der (R)-Form und der (S)-Form] eingesetzt.
| Dinoseb (2 Stereoisomere) | Dinoseb (2 Stereoisomere) |
| ------------------------- | ------------------------- |
| (S)-Konfiguration         | (R)-Konfiguration         |

## Gewinnung und Darstellung
Dinoseb wird aus Phenol hergestellt durch dessen Sulfonierung zu 4-Phenolsulfonsäure, anschließende Alkylierung mit 2-Buten oder Isobutanol in Gegenwart von Schwefelsäure und wird dann letztendlich durch Nitrierung zum Dinitroderivat umgesetzt.

## Verwendung
Dinoseb wurde als Pflanzenschutzmittel verwendet. Es wurde auch in Form seiner Salze und Ester eingesetzt (Diethanolamin-Dinoseb CAS-Nummer: 53404-43-6, Amin-Dinoseb CAS-Nummer: 8048-12-2, Ammonium-Dinoseb CAS-Nummer: 6365-83-9). Ein häufig verwendetes Derivat ist Dinosebacetat (gelbe Kristalle, Schmelzpunkt 26–27 °C, Siedepunkt 170 °C, CAS-Nummer: 2813-95-8), welches auch als Grundstoff für die Herbizide Premilan und Herbasol dient. Nach der Pflanzenschutz-Anwendungsverordnung besteht ein vollständiges Anwendungsverbot für Dinoseb, seine Acetate und Salze. Weder in einem EU-Staat noch in der Schweiz ist ein Dinoseb-haltiges Pflanzenschutzmittel zugelassen.
Es dient auch als Polymerisationsinhibitor für Styrol.

## Wirkung
Dinoseb wirkt wie andere Dinitrophenole als Entkoppler, der dafür sorgt, dass die Energiegewinnung der Endoxidation im Stoffwechsel nicht stattfinden kann. Der normalerweise aufgebaute H+-Gradient kann nicht erzeugt werden.

## Sicherheitshinweise
Dinoseb ist als reproduktionstoxisch eingestuft.